# Wörwag
Die Karl Wörwag Lack- und Farbenfabrik GmbH & Co. KG ist ein Hersteller von Flüssiglacken, Pulverlacken und Lackfolien für die Industrie.

## Geschichte
1918 wurde die Gesellschaft von Karl Wörwag  in Zuffenhausen zur Produktion von Malerlacken und Rostschutzfarben gegründet. Im Jahr 1925 begann die industrielle Produktion von Industrielacken unter der Bezeichnung Lastina. Größere Bekanntheit gewann das Unternehmen erstmals, als es 1938 den Auftrag bekam, für die Zeppeline einen Spannlack zu entwickeln.
In den 1950er Jahren werden lufttrocknende Lacke für die Land- und Baumaschinenindustrie und Einbrennlacke für die Haus- und Leuchtmittelindustrie hergestellt. 1969 beginnt Wörwag Pulverlacke mit Epoxidharz herzustellen.
In den 1990er Jahren wurden die lösemittelhaltigen Industrielacke durch wasserverdünnbare Produkte ersetzt. 1997 entstand ein neues Werk in Renningen und in der folgenden Zeit wurden Tochtergesellschaften in China, in den USA, in Südafrika und in Spanien gegründet.
Im Januar 2021 übernahm PPG Industries das Unternehmen.

## Standorte
- Stuttgart – Hauptsitz, Karl Wörwag Lack- und Farbenfabrik GmbH & Co. KG
- Renningen – Karl Wörwag Lack- und Farbenfabrik GmbH & Co. KG
- Langfang (China) – Worwag Coatings (Langfang) Co., Ltd
- Świebodzin (Polen) – Wörwag Polska SP .zo.o
- San Luis Potosi (Mexiko) – Worwag Coatings Mexico SA DE CV
- Dättwil (Schweiz) – Wörwag Schweiz AG
- Barcelona (Spanien) – Karl Wörwag Lack- und Farbenfabrik GmbH & Co. KG
- Kapstadt (Südafrika) – Worwag Coatings South Afrika (PTY) Ltd.
- Lafayette (USA) – Worwag Coatings LLC